# Тониг, Сара
 Са́ра Агриппина То́ниг (нем. Sarah Agrippine Thonig; род. 16 февраля 1992 года, Мюнхен) — немецкая актриса театра и кино, танцовщица.

## Биография
Сара родилась 16 февраля 1992 года в Мюнхене. После окончания средней школы в течение трёх лет она работала в Молодёжном ансамбле в Мюнхене. Выступала в качестве чирлидерши.
С 2003 года, с возраста 11 лет, Сара работала перед камерой, а в 2012 году снялась в нескольких телевизионных фильмах и сериалах.

## Фильмография
- 2004: Salzburger Land (видеосюжет)
- 2005: Heiraten macht mich nervös (телефильм)
- 2012: Dahoam is Dahoam (телесериал)
- 2012: Lebenslänglich Mord (1 эпизод)
- 2014: Hotel 13 (телесериал, главная роль в 49 эпизодах)
- 2014: Aktenzeichen XY … ungelöst (телесериал, 1 эпизод)
- 2014: Всё, что имеет значение (телесериал)
- 2015: Шторм любви (телесериал)
- 2015: Der Alte
- 2015—…: Розенхаймские копы (телесериал, более 70 эпизодов)
- 2017: Wilsberg (телесериал, 1 эпизод)